# 대한민국의 위조지폐 식별 요령
다음은 대한민국의 위조지폐 식별 요령이다.
| 구분                 | 진짜 지폐 | 위조지폐 |
| -------------------- | --- | --- |
| 입체형 부분노출 은선 | 5만원권에는 입체형 부분노출 은선에 태극무늬가 적용되어 있는데 지폐를 좌우로 기울이면 태극무늬가 상하로 상하로 기울이면 태극무늬가 좌우로 움직이는 것처럼 보인다. | 위조지폐는 입체형 부분노출 은선이 있다 해도 컬러프린터, 컬러복사기 등으로 제조되어 태극무늬가 움직이지 않는다.          |
| 홀로그램             | 5만원권, 1만원권, 5천원권에는 홀로그램이 있어 보는 각도에 따라 태극무늬(4괘), 한반도, 액면 숫자가 번갈아 나온다.                                                 | 위조지폐는 홀로그램이 있다 해도 번갈아 나오는 그림이 없다.                                                              |
| 색 변환 잉크         | 뒷면 아래쪽 액면 숫자가 보는 각도에 따라 색이 변한다. | 위조지폐는 색이 변하지 않는 경우가 거의 대부분이다.                                                                     |
| 숨은 그림            | 진짜 지폐는 빛에 비추어보면 인물의 초상이 나타난다 또한 인물의 모습이 앞면 도안 초상 모습과 보는 각도에 따라 다르다.                                             | 위조지폐는 숨은 그림이 없거나 앞면 도안 초상 모습과 일치한다.                                                           |
| 요판잠상             | 5만원권은 앞면 오른쪽 하단에 있어 기울이면 숫자 5가 나타나고 1만원권, 5천원권, 천원권에는 앞면 하단에 있어 기울이면 WON이라는 글자가 보인다.                     | 위조지폐는 아무리 기울여 봐도 WON 또는 5가 나타나지 않거나 처음부터 WON 또는 5가 함께 묘사되어 있어 잠상의 효과가 없다. |
| 볼록인쇄             | 진짜 지폐는 문자, 숫자, 점자 부위가 볼록하게 인쇄되어 오돌도톨한 감을 느낄수 있다.                                                                               | 위조지폐는 대부분 컬러프린터, 컬러복사기 등으로 만들어져 오돌도톨한 감을 느끼지 못한다.                                 |
| 부분노출 은선        | 천원권에는 부분노출 은선이 적용되어 있으며 이것은 선명한 은색 선이다 빛에 비춰보면 연속된 숨은선이 나타난다.                                                     | 위조지폐는 점선 형태의 은색선이 검거나 은박지, 은색 물감 등으로 위조하여 빛에 비추면 연속되어 있지 않다.                |
| 잉크 도안면          | 진짜 지폐는 물이 묻어도 잉크가 번지지 않는다. | 위조지폐는 프린트된 경우가 대부분이라 잉크가 금방 번진다.                                                               |